# Абрикосове (Білгород-Дністровський район)
Абрико́сове — село Шабівської сільської громади в Білгород-Дністровському районі Одеської області, Україна. Населення становить 238 осіб.
13 березня 1975 р. виконавчим комітетом Одеської обласної Ради депутатів трудящих включено в облікові дані село Абрикосове і підпорядковано його Бритівській сільраді.

## Географія

### Клімат
| Клімат Абрикосового       | Клімат Абрикосового | Клімат Абрикосового | Клімат Абрикосового | Клімат Абрикосового | Клімат Абрикосового | Клімат Абрикосового | Клімат Абрикосового | Клімат Абрикосового | Клімат Абрикосового | Клімат Абрикосового | Клімат Абрикосового | Клімат Абрикосового | Клімат Абрикосового |
| Показник                  | Січ.                | Лют.                | Бер.                | Квіт.               | Трав.               | Черв.               | Лип.                | Серп.               | Вер.                | Жовт.               | Лист.               | Груд.               | Рік                 |
| Середній максимум, °C     | 1,5                 | 2,2                 | 5,9                 | 13,0                | 19,1                | 23,5                | 25,8                | 25,4                | 21,2                | 15,1                | 9,0                 | 4,4                 | 13                  |
| Середня температура, °C   | −1,1                | −0,3                | 3,1                 | 9,7                 | 15,5                | 19,7                | 21,8                | 21,4                | 17,3                | 11,6                | 6,2                 | 1,8                 | 10                  |
| Середній мінімум, °C      | −3,7                | −2,8                | 0,4                 | 6,4                 | 12,0                | 16,0                | 17,9                | 17,5                | 13,5                | 8,2                 | 3,4                 | −0,7                | 7                   |
| Норма опадів, мм          | 35                  | 35                  | 27                  | 31                  | 39                  | 48                  | 49                  | 36                  | 39                  | 25                  | 37                  | 41                  | 442                 |
| ------------------------- | ------------------- | ------------------- | ------------------- | ------------------- | ------------------- | ------------------- | ------------------- | ------------------- | ------------------- | ------------------- | ------------------- | ------------------- | ------------------- |
| Джерело: climate-data.org |                     |                     |                     |                     |                     |                     |                     |                     |                     |                     |                     |                     |                     |

## Населення
Згідно з переписом 1989 року населення села становило 216 осіб, з яких 104 чоловіки та 112 жінок.
За переписом населення 2001 року в селі мешкало 238 осіб.

### Мова
Розподіл населення за рідною мовою за даними перепису 2001 року:
| Мова       | Відсоток |
| ---------- | -------- |
| українська | 83,19 %  |
| російська  | 13,45 %  |
| білоруська | 1,26 %   |
| молдовська | 1,26 %   |
| болгарська | 0,84 %   |